# (1677) Tycho Brahe
(1677) Tycho Brahe – planetoida z pasa głównego asteroid okrążająca Słońce w ciągu 4 lat i 11 dni w średniej odległości 2,53 au. Została odkryta 6 września 1940 roku w Obserwatorium Iso-Heikkilä w Turku przez Yrjö Väisälä. Nazwa planetoidy pochodzi od Tycho Brahe (1546-1601), duńskiego astronoma. Przed nadaniem nazwy planetoida nosiła oznaczenie tymczasowe (1677) 1940 RO.